# Rytele Święckie
Rytele Święckie [rɨˈtɛlɛ ˈɕfjɛnt͡skʲɛ] est un village polonais de la gmina de Kosów Lacki dans le powiat de Sokołów et dans la voïvodie de Mazovie, au centre-est de la Pologne.
Il se situe à environ de 11 kilomètres au nord-ouest de Kosów Lacki, 33 kilomètres au nord de Sokołów Podlaski et à 90 kilomètres au nord-est de Varsovie.